# 裴端卿
裴端卿，教授，研究方向为细胞命运调控和转换，中国教育部第五批“长江学者”特聘教授，“863计划”等多个重点项目参与者。

## 生平
1984年毕业于华中农业大学，1991年获得宾夕法尼亚大学分子细胞与发育专业博士学位，1991至2004年，先后在密歇根大学从事博士后研究，明尼苏达大学任教；
2004年起在中国科学院广州生物医药与健康研究院工作，后任学术院长等职。2018年当选欧洲分子生物学组织外籍会员。

## 学术兼职
担任《生物化学杂志》编委、《细胞研究》副主编，亚太干细胞网络执委等职。 